# Pilgerweg Berlin–Wilsnack

Symbol des Pilgerwegs mit drei stilisierten Hostien und zwei Kreuzen

Der Pilgerweg Berlin–Wilsnack wurde vom Ende des 14. Jahrhunderts bis ins 16. Jahrhundert begangen und war damals der wichtigste Pilgerweg Nordeuropas. Ausgangspunkt war die Marienkirche oder das Heilig-Geist-Spital in Berlin-Mitte, das Ziel war die Wunderblutkirche St. Nikolai in Wilsnack im nordwestlichen Brandenburg. 
Seit der Erforschung des Pilgerwegs am Ende des 20. Jahrhunderts erlebt der Pilgerweg eine Renaissance. 
Schirmherr des Pilgerwegs ist der frühere Bundestagspräsident Wolfgang Thierse.

## Geschichte

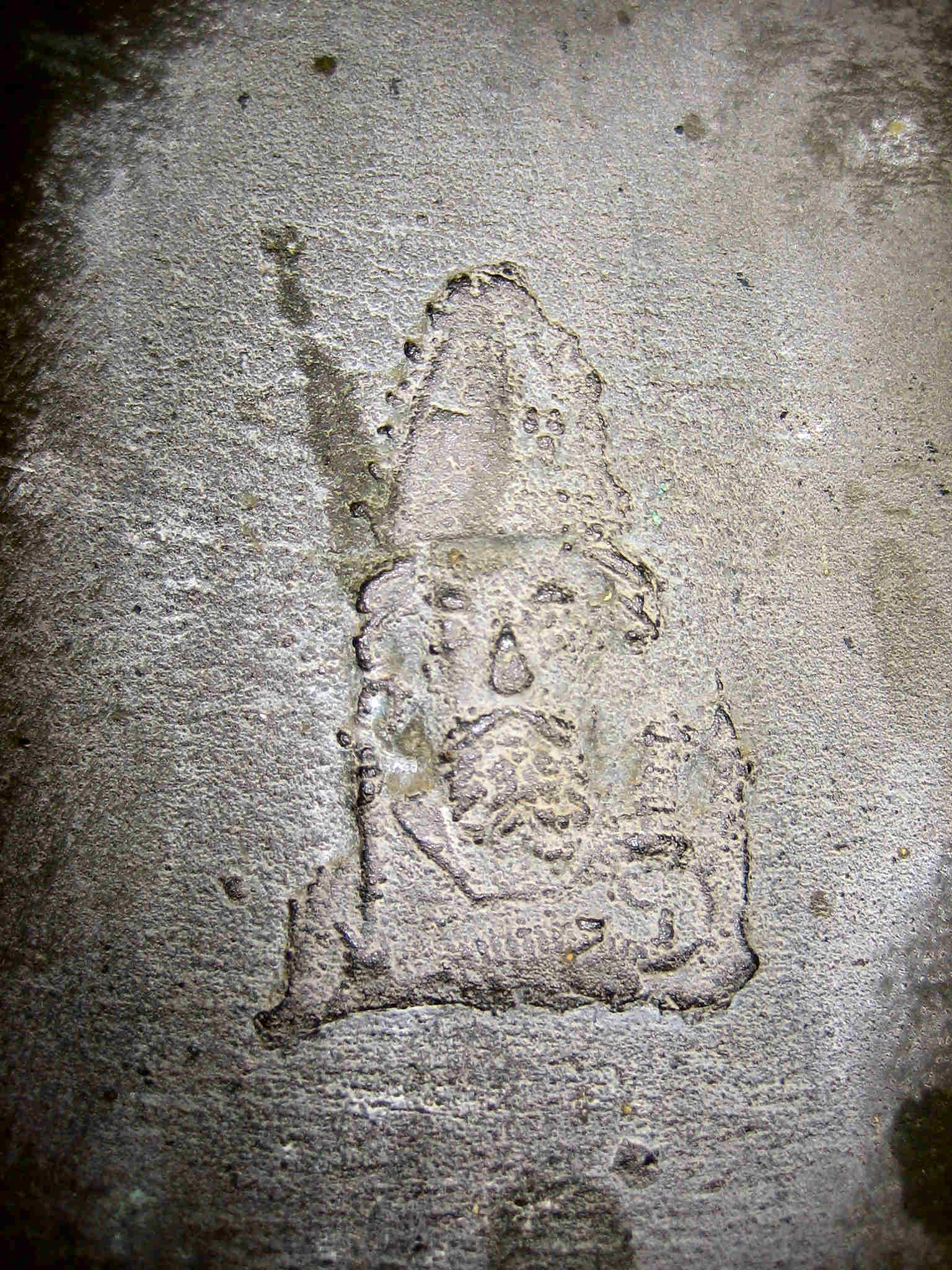
Pilgerzeichen an einer der drei Glocken in der Dorfkirche von Protzen

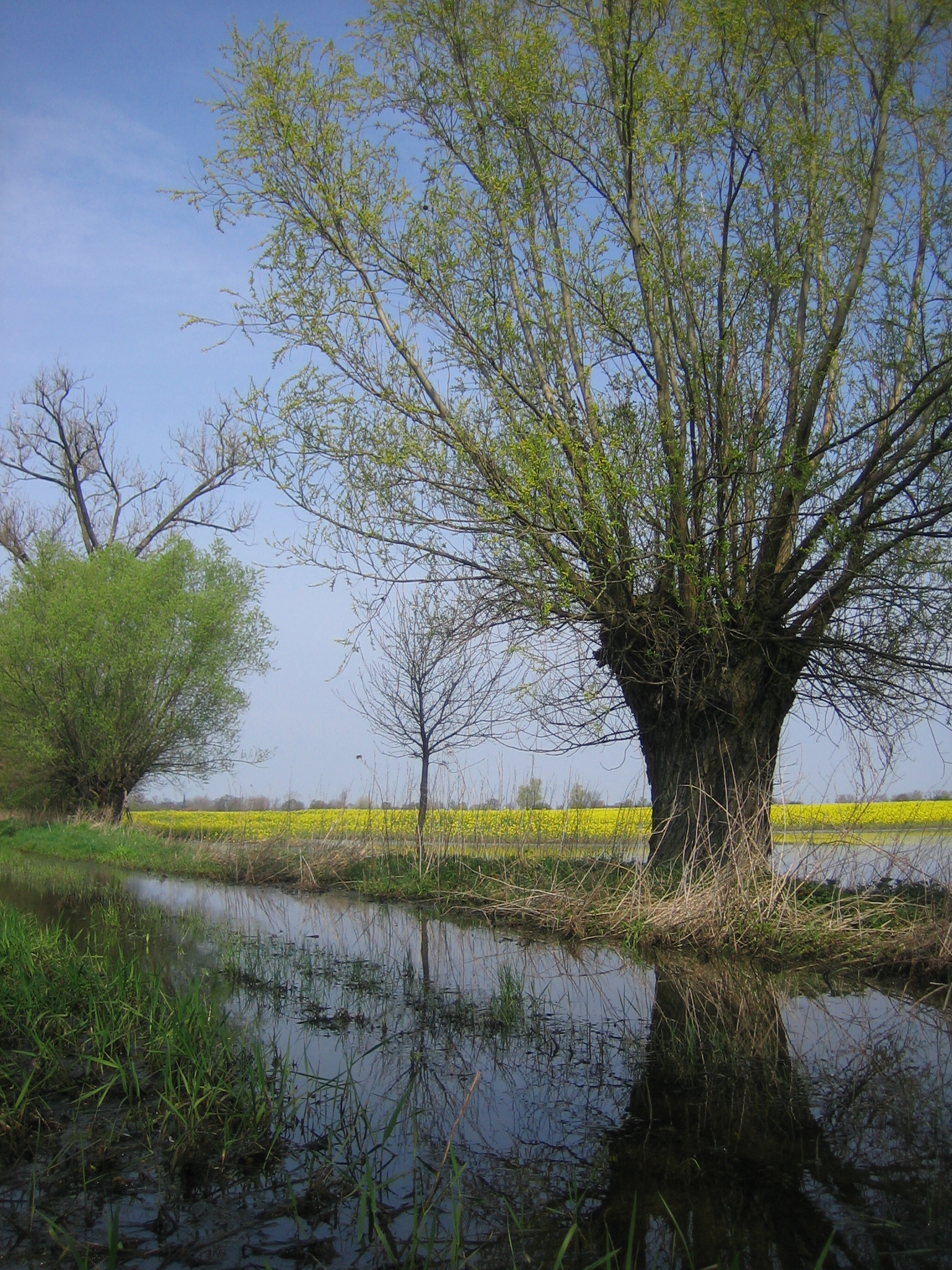
Am Pilgerweg zwischen Barsikow und Metzelthin

Im August 1383 wurde der in der Prignitz gelegenen Ort Wilsnack von Raubrittern gebrandschatzt. Auch die Kirche wurde stark beschädigt, und der Priester des Ortes fand drei mit Blut befleckte Hostien. Dies wurde als ein Wunder gedeutet und zog bald Tausende von Pilgern an, die auf Heilung von Krankheiten oder Straferlass hofften oder später auch zur Vollstreckung von testamentarischen Anordnungen kamen. Durch die Abgaben und Spenden der Pilger konnte in Wilsnack eine große Wallfahrtskirche St. Nikolai gebaut werden, und es wurde schließlich zu einem der fünf bedeutendsten Wallfahrtsorte Europas.
Friedrich II. von Brandenburg pilgerte zwischen 1440 und 1451 sechs Mal nach Wilsnack, wo es jährlich bis zu einhunderttausend Pilger aus ganz Europa gab. Schon Ende des 14. Jahrhunderts war die Gegend um Wilsnack, in der es kaum eintausend Einwohner gab, von Pilgern völlig überlaufen.
Die Reformation setzte der Wallfahrt ein Ende. Nach der Verbrennung der Wunderbluthostien durch den ersten protestantischen Pfarrer von Wilsnack im Jahre 1552 fiel Wilsnack in die Bedeutungslosigkeit zurück.
Ab dem Ende des 20. Jahrhunderts und dem wiedererwachten Interesse am Jakobsweg setzte auch eine Renaissance des Pilgerweges von Berlin nach Bad Wilsnack ein. Durch Bad Wilsnack verläuft ein Seitenweg der Via Baltica von Rostock kommend über Havelberg, Tangermünde und Magdeburg nach Leipzig, wo über die Via Regia Anschluss zum weiteren Wegenetz des Jakobsweges besteht.
Der Pilgerweg wird auch als Element zur touristischen Erschließung der Prignitz gesehen. In Verknüpfung mit dem Pilgerweg wurde vom Tourismusverband Prignitz die Themen-Radtour-Route „Bischofstour“ mit dem Verlauf Havelberg–Bad-Wilsnack–Plattenburg–Pritzwalk–Wittstock/Dosse–(Röbel/Müritz) ausgewiesen, die die historischen Residenzorte der Bischöfe von Havelberg mit mittelalterlichen Kirchenbauten und weiteren Stätten von touristischem Interesse verbindet.

## Orte des Pilgerwegs
Die einzelnen Orte des Pilgerwegs sind in der Reihenfolge des Verlaufs von Osten nach Westen im Folgenden aufgeführt:

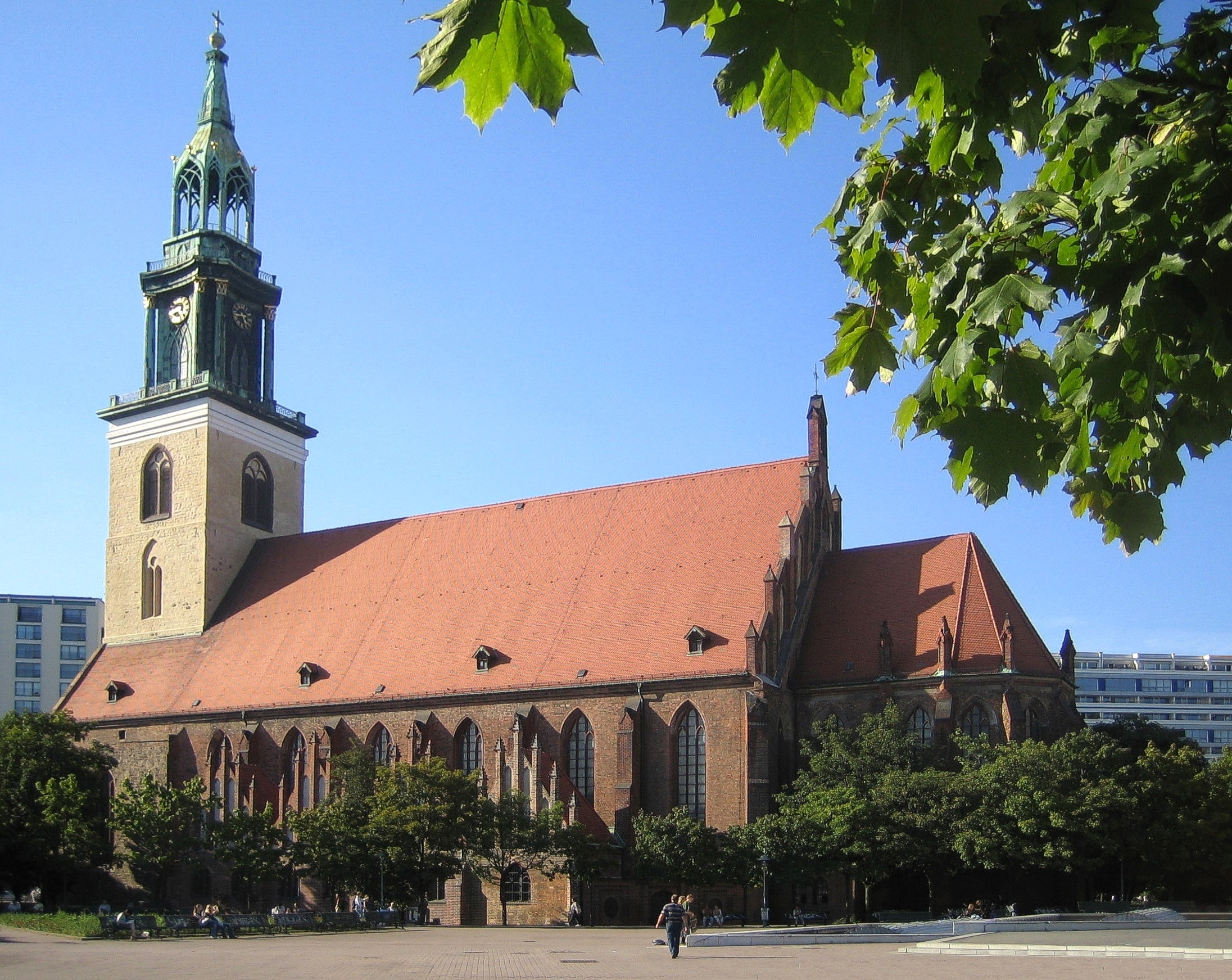
Marienkirche Berlin

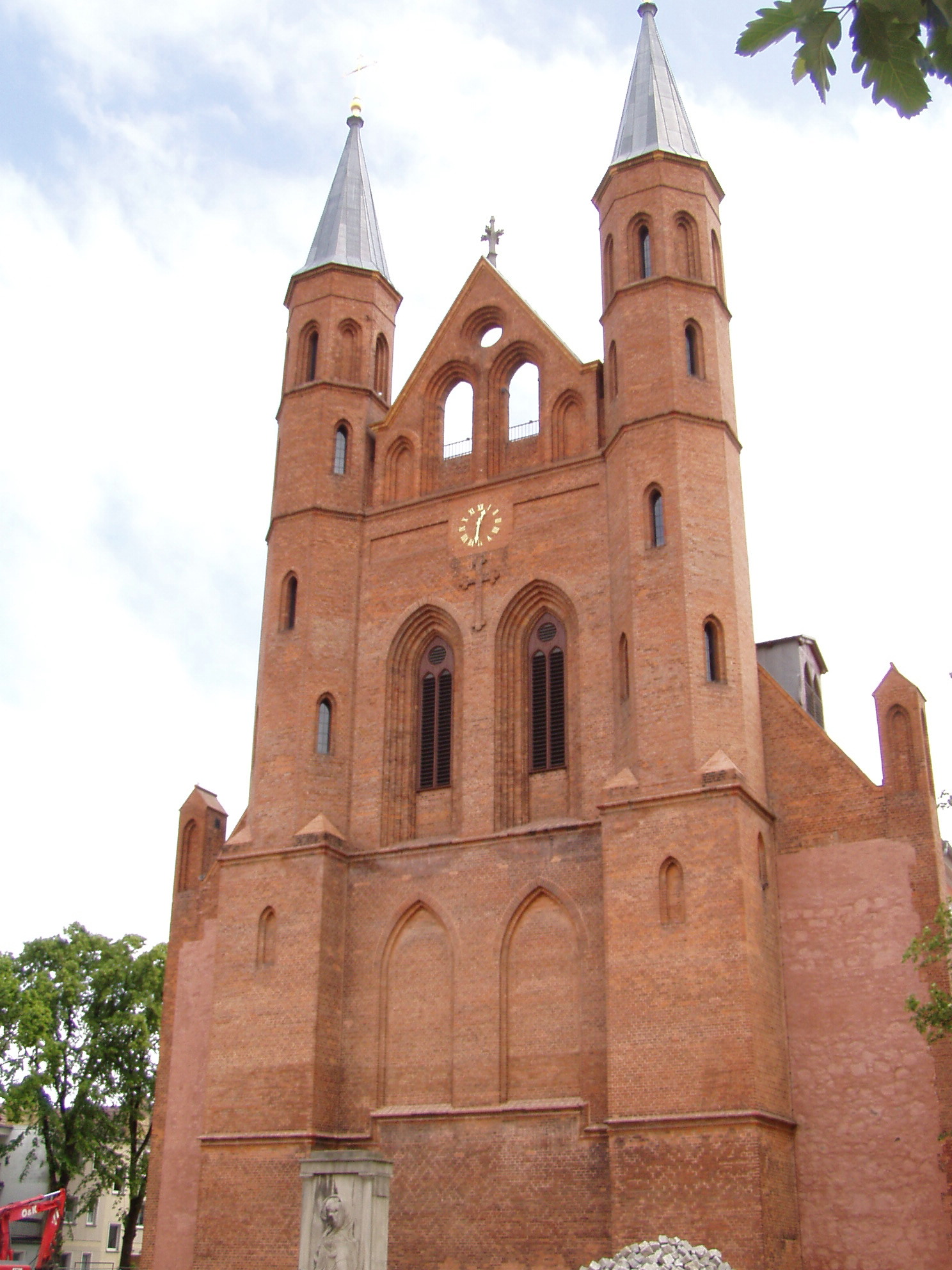
Marienkirche Kyritz

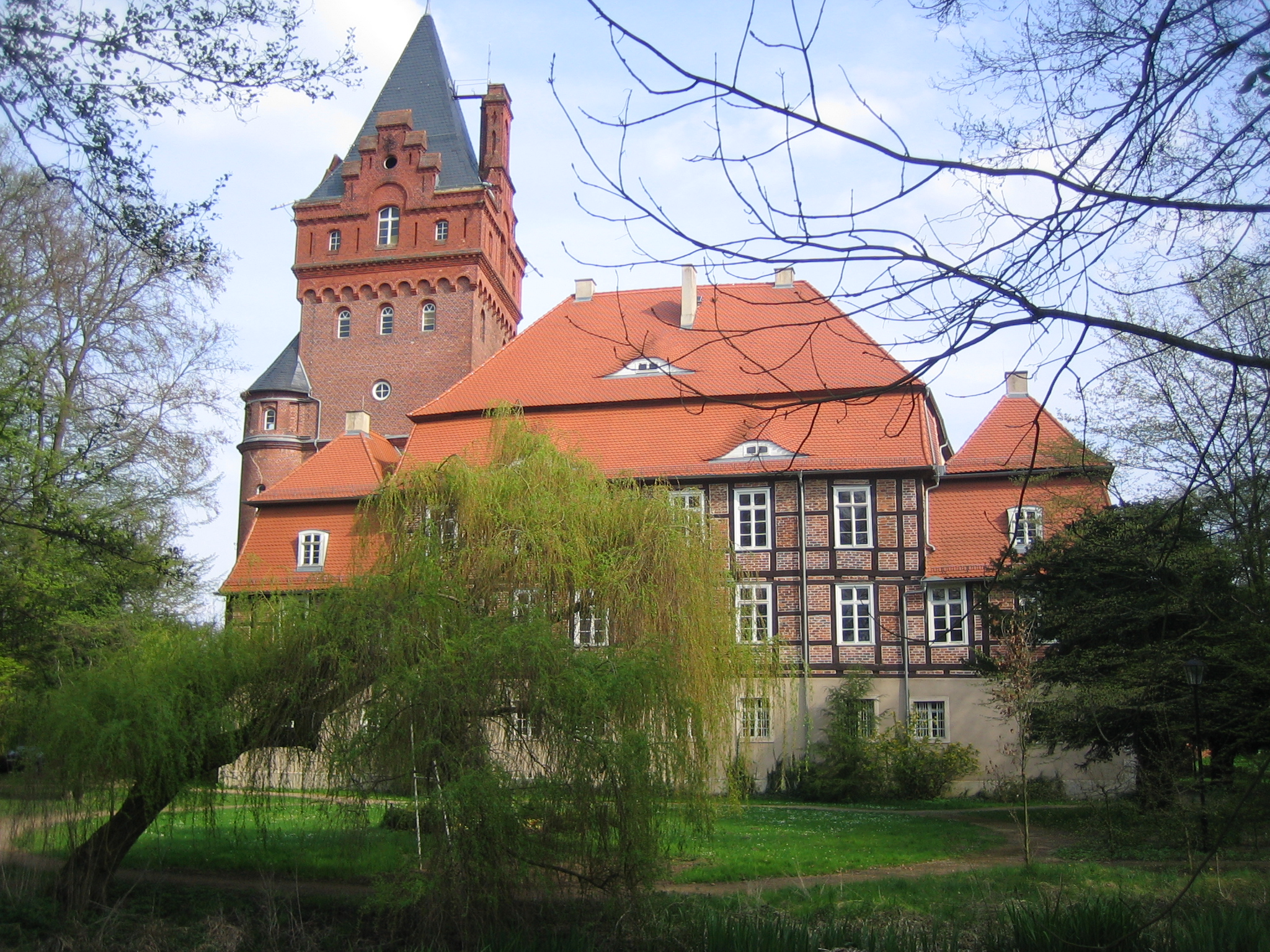
Plattenburg

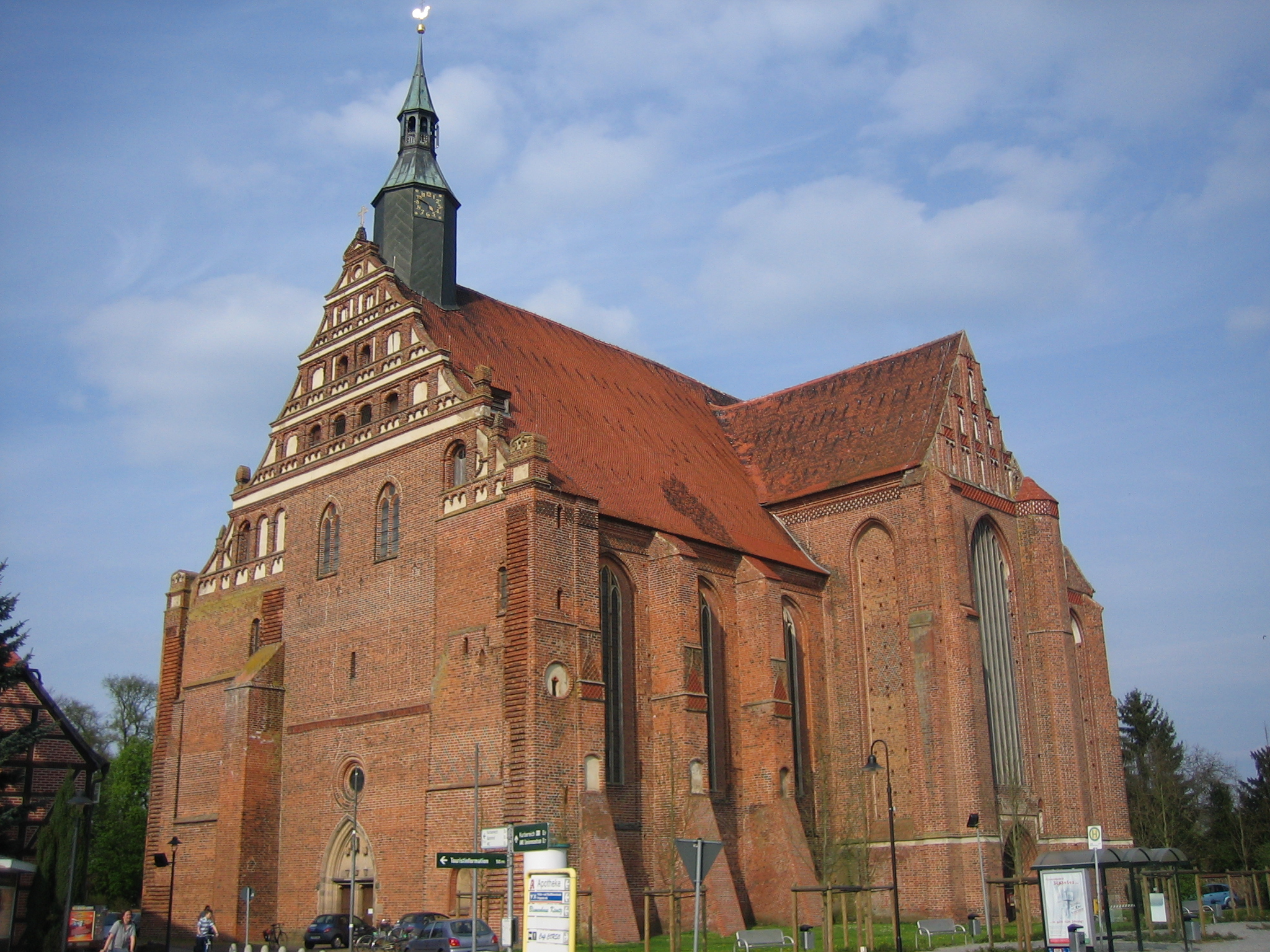
Wunderblutkirche

- Marienkirche beziehungsweise Heilig-Geist-Spital in Berlin-Mitte
- Schloss Tegel
- Heiligensee
- Hennigsdorf
- Bötzow
- Flatow
- Linum
- Hakenberg
  - Abstecher zur Siegessäule der Schlacht von Fehrbellin (1675)
- Tarmow
- Fehrbellin
- Protzen
- Manker
- Garz
- Barsikow
- Metzelthin
- Wusterhausen/Dosse
- Kyritz
- Rehfeld
- Berlitt
- Barenthin
- Görike
- Söllenthin
- Klein Leppin
- Groß Leppin
- Plattenburg
- Wilsnack – Wunderblutkirche